# Nyssia johnsoni
Nyssia johnsoni là một loài bướm đêm trong họ Geometridae.